# Paracycling-Bahnweltmeisterschaften 2022
Die Paracycling-Bahnweltmeisterschaften 2022 (2022 UCI Para-cycling Track World Championships) fanden vom 20. bis 23. Oktober im französischen Saint-Quentin-en-Yvelines statt.
Die Wettbewerbe wurden im Vélodrome National ausgetragen. Sie fanden damit nur wenige Tage nach den UCI-Bahn-Weltmeisterschaften 2022 an gleicher Stelle statt. Für 2024 sind auf dieser Radrennbahn die Bahnradsportwettbewerbe der Sommer-Paralympics 2024 geplant.

## Resultate

### Klasse B

#### Sprint
| Frauen – B |                                  |              |
| #          | Fahrerin/Pilotin                 | Nationalität |
|            | Griet Hoet / Anneleen Monsieur   | BEL          |
|            | Jessica Gallagher / Caitlin Ward | AUS          |
|            | Sophie Unwin / Jenny Holl        | USA          |

| Männer – B |                                     |              |  |
| #          | Fahrer/Pilot                        | Nationalität |  |
|            | Neil Fachie / Matthew Rotherham     | GBR          |  |
|            | Thomas Ulbricht / Robert Förstemann | GER          |  |
|            | James Ball / Steffan Lloyd          | GBR          |  |

#### Zeitfahren
| Frauen – WB (1000 m) |                                  |              |            |
| #                    | Fahrerin/Pilotin                 | Nationalität | Zeit (min) |
|                      | Griet Hoet / Anneleen Monsieur   | BEL          | 1:07,410   |
|                      | Jessica Gallagher / Caitlin Ward | AUS          | 1:07,903   |
|                      | Sophie Unwin / Jenny Holl        | GBR          | 1:07,991   |

| Männer – MB (1000 m) |                                     |              |            |
| #                    | Fahrer/Pilot                        | Nationalität | Zeit (min) |
|                      | Neil Fachie / Matthew Rotherham     | GBR          | 59,921     |
|                      | James Ball / Steffan Lloyd          | GBR          | 1:00,184   |
|                      | Thomas Ulbricht / Robert Förstemann | GER          | 1:01,474   |

#### Verfolgung
| Frauen – WB (3000 m) |                                     |              |            |
| #                    | Fahrerin/Pilotin                    | Nationalität | Zeit       |
|                      | Sophie Unwin / Jenny Holl           | GBR          | 3:26,124 G |
|                      | Elizabeth Jordan / Corrine Hall     | GBR          | 3:29,117 G |
|                      | Anne Sophie Centis / Élise Delzenne | FRA          | ohne Zeit  |

| Männer – MB (4000 m) |                                   |              |            |
| #                    | Fahrer/Pilot                      | Nationalität | Zeit       |
|                      | Stephen Bate / Christopher Latham | GBR          | ohne Zeit  |
|                      | Tristan Bangma / Patrick Bos      | NED          | DNF        |
|                      | Vincent ter Schure / Timo Fransen | NED          | 4:07,769 B |

- Legende: „G“ = Zeit aus dem Finale um Gold; „B“ = Zeit aus dem Finale um Bronze

#### Teamsprint (Mixed) B
| MWB (750 m) | |              |        |
| #           | Fahrer(innen) | Nationalität | Zeit   |
|             | Libby Clegg / Georgia Holt (Pilotin) / James Ball / Steffan Lloyd (Pilot)                                                         | NLD          | 48,901 |
|             | Nur Suraiya Muhamad Zamri / Farina Shawati Mohd Adnan (Pilotin) / Mohd Khairul Hazwan Wahab (Pilot) / Muhammad Khairul Adha Rasol | MAS          | 52,429 |
|             | Anne Sophie Centis / Élise Delzenne (Pilotin) / Alexandre Lloveras / Maxime Gressier (Pilot)                                      | FRA          | 53,501 |

### Klasse C

#### Zeitfahren
| #                    | Fahrerin              | Nationalität | Zeit (s) |
| -------------------- | --------------------- | ------------ | -------- |
| Frauen – WC1 (500 m) |                       |              |          |
|                      | Katie Toft            | GBR          | 47,212   |
| Frauen – WC2 (500 m) |                       |              |          |
|                      | Amanda Reid           | AUS          | 38,602   |
|                      | Sabrina Custódia      | BRA          | 43,228   |
|                      | Flurina Rigling       | SUI          | 43,808   |
| Frauen – WC3 (500 m) |                       |              |          |
|                      | Aniek van den Aarssen | NED          | 39,093   |
|                      | Keiko Sugiura         | JPN          | 39,557   |
|                      | Paige Greco           | AUS          | 39,662   |
| Frauen – WC4 (500 m) |                       |              |          |
|                      | Kadeena Cox           | GBR          | 35,660   |
|                      | Kate O’Brien          | CAN          | 37,344   |
|                      | Anna Taylor           | NZL          | 38,907   |
| Frauen – WC5 (500 m) |                       |              |          |
|                      | Caroline Groot        | NED          | 36,841   |
|                      | Marie Patouillet      | FRA          | 37,191   |
|                      | Erin Rowell           | AUS          | 37,564   |

| #                     | Fahrer                           | Nationalität | Zeit (min) |
| --------------------- | -------------------------------- | ------------ | ---------- |
| Männer – MC1 (1000 m) |                                  |              |            |
|                       | Sam Ruddock                      | CHN          | 1:13,089   |
|                       | Ricardo Ten Argilés              | ESP          | 1:14,622   |
|                       | Mohamad Yusof Hafizi Shaharuddin | MAS          | 1:14,860   |
| Männer – MC2 (1000 m) |                                  |              |            |
|                       | Alexandre Léauté                 | FRA          | 1:08,503   |
|                       | Shota Kawamoto                   | JPN          | 1:10,843   |
|                       | Gordon Allan                     | AUS          | 1:11,195   |
| Männer – MC3 (1000 m) |                                  |              |            |
|                       | Jaco Van Gass                    | GBR          | 1:06,122   |
|                       | Finlay Graham                    | GBR          | 1:07,460   |
|                       | Stijn Boersma                    | NED          | 1:08,846   |
| Männer – MC4 (1000 m) |                                  |              |            |
|                       | Jody Cundy                       | GBR          | 1:04,493   |
|                       | Devon Briggs                     | NZL          | 1:07,116   |
|                       | Jozef Metelka                    | SVK          | 1:07,123   |
| Männer – MC5 (1000 m) |                                  |              |            |
|                       | Blaine Hunt                      | GBR          | 1:04,292   |
|                       | Christopher Murphy               | USA          | 1:04,579   |
|                       | Dorian Foulon                    | FRA          | 1:05,307   |

#### Verfolgung
| #                     | Fahrerin         | Nationalität | Zeit (min) |
| --------------------- | ---------------- | ------------ | ---------- |
| Frauen – WC1 (3000 m) |                  |              |            |
|                       | Katie Toft       | GBR          | 4:42,609   |
| Frauen – WC2 (3000 m) |                  |              |            |
|                       | Flurina Rigling  | SUI          | 4:00,228 G |
|                       | Amanda Reid      | AUS          | 4:08,130 G |
|                       | Carolina Munévar | COL          | ohne Zeit  |
| Frauen – WC3 (3000 m) |                  |              |            |
|                       | Daphne Schrager  | GBR          | 3.58,963 G |
|                       | Keiko Sugiura    | JPN          | 4:00,661 G |
|                       | Clara Brown      | USA          | 4:03,362 B |
| Frauen – WC4 (3000 m) |                  |              |            |
|                       | Emily Petricola  | AUS          | 3:42,449 G |
|                       | Samantha Bosco   | USA          | 3:49,217 G |
|                       | Meg Lemon        | AUS          | 3:52,700 B |
| Frauen – WC5 (3000 m) |                  |              |            |
|                       | Sarah Storey     | GBR          | ohne Zeit  |
|                       | Heidi Gaugain    | FRA          | eingeholt  |
|                       | Nicole Murray    | NZL          | 3:43,282 B |

| #                     | Fahrer              | Nationalität | Zeit (min) |
| --------------------- | ------------------- | ------------ | ---------- |
| Männer – MC1 (3000 m) |                     |              |            |
|                       | Ricardo Ten Argilés | ESP          | 3:47,625 G |
|                       | Aaron Keith         | USA          | 3:47,885 G |
|                       | Pierre Senska       | GER          | ohne Zeit  |
| Männer – MC2 (3000 m) |                     |              |            |
|                       | Alexandre Léauté    | FRA          | 3:31,394 G |
|                       | Shota Kawamoto      | JPN          | eingeholt  |
|                       | Ryan Taylor         | GBR          | 3:37,432 B |
| Männer – MC3 (3000 m) |                     |              |            |
|                       | Finlay Graham       | GBR          | 3:24,596 G |
|                       | Matthijs Drenth     | NED          | 3:30,797 G |
|                       | David Nicholas      | AUS          | 3:30,473 B |
| Männer – MC4 (4000 m) |                     |              |            |
|                       | Jozef Metelka       | SVK          | 4:39,476 G |
|                       | Ronan Grimes        | IRL          | 4:45,129 G |
|                       | Diego Germán Dueñas | COL          | 4:43,965 B |
| Männer – MC5 (4000 m) |                     |              |            |
|                       | Dorian Foulon       | FRA          | 4:24,072 G |
|                       | Jehor Dementjew     | UKR          | eingeholt  |
|                       | Daniel Abraham      | NED          | 4:27,219 B |

- Legende: „G“ = Zeit aus dem Finale um Gold; „B“ = Zeit aus dem Finale um Bronze

#### Scratch
| Frauen – WC 1 (10 km) |                       |              |
| #                     | Fahrerin              | Nationalität |
|                       | Katie Toft            | GBR          |
| Frauen – WC 2 (10 km) |                       |              |
| #                     | Fahrerin              | Nationalität |
|                       | Amanda Reid           | AUS          |
|                       | Flurina Rigling       | SUI          |
|                       | Christelle Ribault    | FRA          |
| Frauen – WC 3 (10 km) |                       |              |
| #                     | Fahrerin              | Nationalität |
|                       | Mel Pemble            | CAN          |
|                       | Aniek van den Aarssen | NED          |
|                       | Clara Brown           | USA          |
| Frauen – WC 4 (10 km) |                       |              |
|                       | Emily Petricola       | AUS          |
|                       | Samantha Bosco        | USA          |
|                       | Meg Lemon             | AUS          |
| Frauen – WC 5 (10 km) |                       |              |
|                       | Nicole Murray         | NZL          |
|                       | Crystal Lane-Wright   | GBR          |
|                       | Marie Patouillet      | FRA          |

| #                     | Fahrer                 | Nationalität |
| --------------------- | ---------------------- | ------------ |
| Männer – MC1 (15 km)  |                        |              |
|                       | Ricardo Ten Argilés    | ESP          |
|                       | Aaron Keith            | USA          |
|                       | Pierre Senska          | GER          |
| Männer – MC2 (15 km)  |                        |              |
|                       | Alexandre Léauté       | FRA          |
|                       | Darren Hicks           | AUS          |
|                       | Maurice Eckhard        | ESP          |
| Männer – MC 3 (15 km) |                        |              |
|                       | Finlay Graham          | GBR          |
|                       | Eduardo Santas Asensio | ESP          |
|                       | Matthijs Drenth        | NED          |
| Männer – MC 4 (15 km) |                        |              |
|                       | Jozef Metelka          | SVK          |
|                       | Fabian Döring          | GER          |
|                       | John Terrell           | USA          |
| Männer – MC 5 (15 km) |                        |              |
|                       | Alistair Donohoe       | AUS          |
|                       | Dorian Foulon          | FRA          |
|                       | Daniel Abraham         | NED          |

#### Omnium
| Frauen – WC 1 |                       |              |        |
| #             | Fahrerin              | Nationalität | Punkte |
|               | Katie Toft            | GBR          |        |
| Frauen – WC 2 |                       |              |        |
|               | Amanda Reid           | AUS          | 158    |
|               | Flurina Rigling       | SUI          | 152    |
|               | Carolina Munévar      | COL          | 134    |
| Frauen – WC 3 |                       |              |        |
|               | Mel Pemble            | CAN          | 150    |
|               | Aniek van den Aarssen | NED          | 148    |
|               | Clara Brown           | USA          | 144    |
| Frauen – WC 4 |                       |              |        |
|               | Emily Petricola       | AUS          | 158    |
|               | Samantha Bosco        | USA          | 150    |
|               | Anna Taylor           | NZL          | 140    |
| Frauen – WC 5 |                       |              |        |
|               | Nicole Murray         | GBR          | 148    |
|               | Marie Patouillet      | FRA          | 148    |
|               | Heidi Gaugain         | FRA          | 130    |

| #                     | Fahrer                 | Nationalität | Punkte |
| --------------------- | ---------------------- | ------------ | ------ |
| Männer – MC1          |                        |              |        |
|                       | Ricardo Ten Argilés    | ESP          | 160    |
|                       | Aaron Keith            | USA          | 148    |
|                       | Pierre Senska          | GER          | 140    |
| Männer – MC2          |                        |              |        |
|                       | Alexandre Léauté       | FRA          | 160    |
|                       | Shota Kawamoto         | JPN          | 142    |
|                       | Ewoud Vromant          | BEL          | 130    |
| Männer – MC 3 (15 km) |                        |              |        |
|                       | Finlay Graham          | GBR          | 160    |
|                       | Stijn Boersma          | NED          | 144    |
|                       | Eduardo Santas Asensio | ESP          | 142    |
| Männer – MC 4 (15 km) |                        |              |        |
|                       | Jozef Metelka          | SVK          | 148    |
|                       | Devon Briggs           | NZL          | 140    |
|                       | John Terrell           | USA          | 130    |
| Männer – MC 5         |                        |              |        |
|                       | Dorian Foulon          | FRA          | 152    |
|                       | Alistair Donohoe       | AUS          | 132    |
|                       | Lauro Chaman           | ROU          | 128    |

#### Teamsprint (Mixed) C1-5
| WM C1–5 (750 m) |                                                    |              |        |
| #               | Fahrer(innen)                                      | Nationalität | Zeit   |
|                 | Kadeena Cox / Jaco Van Gass / Jody Cundy           | GBR          | 48,675 |
|                 | Alexandre Léauté / Kévin Le Cunff / Dorian Foulon  | FRA          | 49,300 |
|                 | Gordon Allan / Alistair Donohoe / Michael Shippley | AUS          | 50,240 |

## Medaillenspiegel
| Platz | Land               | Gold | Silber | Bronze | Gesamt |
| ----- | ------------------ | ---- | ------ | ------ | ------ |
| 1     | Großbritannien     | 20   | 4      | 4      | 28     |
| 2     | Australien         | 7    | 5      | 7      | 19     |
| 3     | Frankreich         | 6    | 5      | 6      | 17     |
| 4     | Spanien            | 3    | 2      | 2      | 7      |
| 5     | Slowakei           | 3    | 0      | 1      | 4      |
| 6     | Niederlande        | 2    | 5      | 5      | 12     |
| 7     | Neuseeland         | 2    | 2      | 3      | 7      |
| 8     | Kanada             | 2    | 1      | 0      | 3      |
| 9     | Belgien            | 2    | 0      | 1      | 3      |
| 10    | Schweiz            | 1    | 2      | 1      | 4      |
| 11    | Vereinigte Staaten | 0    | 7      | 5      | 12     |
| 12    | Japan              | 0    | 5      | 0      | 5      |
| 13    | Deutschland        | 0    | 2      | 4      | 6      |
| 14    | Brasilien          | 0    | 1      | 1      | 2      |
| 14    | Malaysia           | 0    | 1      | 1      | 2      |
| 16    | Irland             | 0    | 1      | 0      | 1      |
| 16    | Ukraine            | 0    | 1      | 0      | 1      |
| 18    | Kolumbien          | 0    | 0      | 3      | 3      |
| Total | Total              | 48   | 44     | 44     | 136    |

## Aufgebote

### Deutschland
- Fabian Döring (C4), Robert Förstemann (Pilot), Jakob Klinge (C5), Manuel Korber (C5), Vanessa Laws (C5), Pierre Senska (C1), Michael Teuber (C1), Thomas Ulbricht (B)

### Österreich
- Dietmar Hintringer, Andreas Zirkl, Franz-Josef Lässer (C5)

### Schweiz
- Roger Bolliger (C2), Laurent Garnier (C4), Kaya Kern (C4), Flurina Rigling  (C2)